# Kaidan
Kaidan (怪談, história de fantasma) é um substantivo japonês formado por dois kanji: 怪 (kai, estranho, misterioso, raro ou aparição fantasmagórica) e 談 (dan, “conversa” ou “narrativa oral”) que em sentido amplo refere-se a qualquer história de terror ou de fantasma, mas possui uma halo de obsolescência, que carrega a conotação de contos populares do período japonês Edo.
O termo não é mais largamente usado em japonês. Livros e filmes de j-horror, tais como Ju-on e Ringu são melhor rotulados como horā (ホラー, "horror") ou kowai hanashi (怖い話, "história de terror"). Kaidan somente é usado quando um autor/diretor deseja especificamente dar um ar démodé à sua história.

## Hyakumonogatari Kaidankai e Kaidanshu
Kaidan entrou para o vernáculo japonês durante o período Edo, quando um jogo chamado Hyakumonogatari Kaidankai se tornou popular. Este jogo levou à demanda por histórias de fantasmas e contos folclóricos, reunidos de todas as partes do Japão e da China.
A popularização do jogo, bem como a aquisição de imprensa resultaram na criação de um gênero literário chamado Kaidanshu. Este gênero era originariamente baseado em velhos contos budistas de caráter didático.

### Kaidanshu significativos
- Tonoigusa, conhecido como  Otogi Monogatari (Contos do Jardim de Infância) de Ogita Ansei (1660).
- Otogi Boko (Fantoches) de Asai Ryoi (1666).
- Ugetsu Monogatari (Contos da Luz da Lua e da Chuva) de Ueda Akinari (1776).

### Kaidan significativos
- Bancho Sarayashiki (A História de Okiku) de Okamoto Kido.
- Tōkaidō Yotsuya Kaidan (História de Fantasma de Tōkaidō Yotsuya) de Tsuruya Nanboku IV (1755–1829).
- Botan Dorou (A Lanterna Peônia) de Asai Ryoi.
- Miminashi Hoichi (Hoichi Sem Orelhas).

## Lafcadio Hearn e Kwaidan
A palavra foi usada em inglês por  Lafcadio Hearn em seu livro  Kwaidan: Stories and Studies of Strange Things (Kwaidan: Histórias e Estudos de Coisas Estranhas). A grafia romanizada kwaidan é baseada na forma arcaica da palavra em  kana; pelo sistema revisado de  romanização de Hepburn a palavra é transliterada como kaidan.